# Erythroxylum plowmanii
Erythroxylum plowmanii là một loài thực vật có hoa trong họ Erythroxylaceae. Loài này được Amaral mô tả khoa học đầu tiên năm 1990.